# Pedro da Fonseca
Pedro da Fonseca (Proença-a-Nova, 1528-Lisboa, 1599) fue un filósofo y teólogo jesuita portugués, conocido en su época como el Aristóteles portugués. Fue catedrático de Filosofía en la Universidad de Coímbra. Fue profesor de griego y árabe y su erudición produjo una serie de ideas en relación con los asuntos desarrollados por Tomás de Aquino y Aristóteles. Sus obras principales versan sobre lógica y metafísica.

## Vida
Cursada la filosofía en San Fins, comenzó la teología (1551) en el Colégio de Évora, y la acabó (1554) en Coímbra, donde enseñaba filosofía (1552-1553). Fue profesor de filosofía en el Colégio das Artes de Coímbra (1555-1561), y de teología en la universidad de Évora (1564-1566), donde se doctoró en teología en 1570. Fue rector (1567-1569) del colegio de Coímbra, prepósito (1582-1589) de la Casa Profesa de S. Roque en Lisboa y visitador (1589-1592) de la provincia de Portugal.
En 1573 participó en Roma en la Congregación General II, que eligió general a Everardo Mercuriano y asistente a Fonseca. Estuvo en Roma hasta 1581, y cuando el general Claudio Acquaviva le eligió para formar parte de la comisión de doce miembros que debían elaborar un programa de estudios, conocido después como Ratio Studiorum; pero esta comisión no llegó a iniciar su trabajo. El 12 de noviembre de 1588, presentó a Felipe II de España, en nombre de Acquaviva, un memorial en defensa de la Compañía de Jesús, muy atacada entonces en España. Volvió a Roma para tomar parte en la Congregación General V (1593). Mientras residió en Roma como asistente, fue muy estimado por el papa Gregorio XIII, quien le consultaba con frecuencia sobre negocios importantes de la Iglesia. Asimismo, Felipe II le eligió para el tribunal privado «Mesa da Reformação», como ejecutor del testamento de la infanta Doña María, y le propuso para primer obispo del Japón. Por iniciativa de Fonseca se establecieron en Lisboa la Casa de los Catecúmenos, dos orfanatos para niñas, la Casa de las Arrepentidas, el Colegio de los Irlandeses y el Convento de Santa Marta.
Además, desarrolló una gran actividad intelectual. De mayo a agosto de 1564, en la universidad de Coímbra, explicó el tratado de la predestinación, presentando la teoría de la «ciencia media», que dio tanta fama a Luis de Molina y levantó la polémica de auxiliis a fines del siglo XVI y principios del XVII. Entre sus obras, sobresalen los comentarios a la Metafísica de Aristóteles, célebres por su vigor especulativo y su amplitud de exposición. Llamado el «Aristóteles portugués», es uno de los representantes más prominentes de la segunda escolástica y el filósofo portugués que gozó de más prestigio e influencia en Europa. En diversas bibliotecas quedan manuscritos que, con mayor o menor certeza, le fueron atribuidos.

## Obras
- Institutionum Dialecticarum (Lisboa, 1564. Instituições dialécticas. Coímbra, 1964).
- Commentariorum in libros Metaphysicorum Aristoteles, 4 v. (Roma, 1577 y 1589; Évora, 1604; Lyon, 1612).
- Isagoge Philosophica (Lisboa, 1591. Coímbra, 1965).
- «Un documento inédito contra las comedias: los "Fundamentos" del P. P. de Fonseca», ed. de A. De la Granja, Homenaje a Camoens (Granada, 1980) 173-194.